# قایق برقی

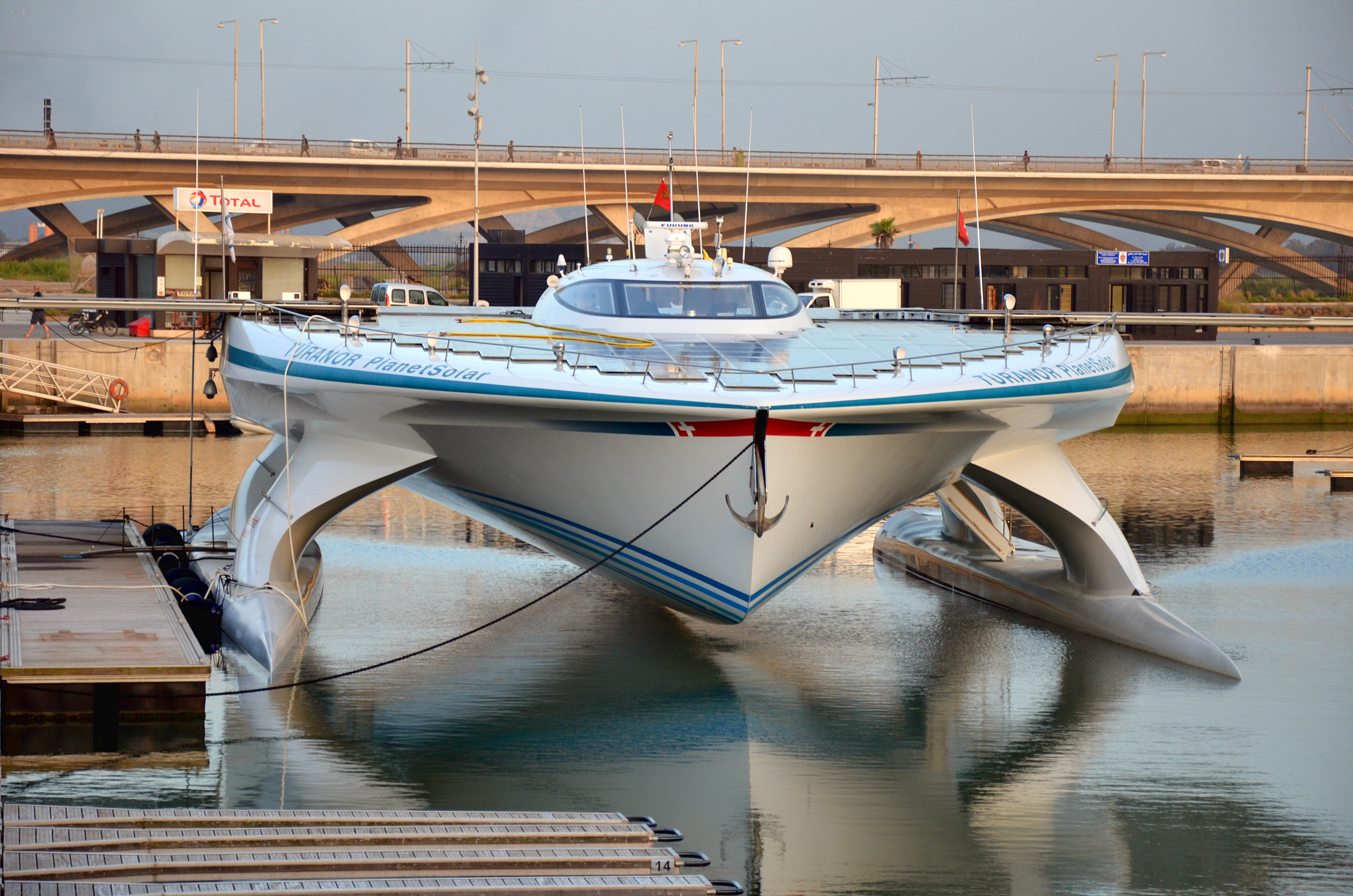
در سال ۲۰۱۲، PlanetSolar نخستین وسیله نقلیه الکتریکی خورشیدی بود که دور کره زمین را دور زد.

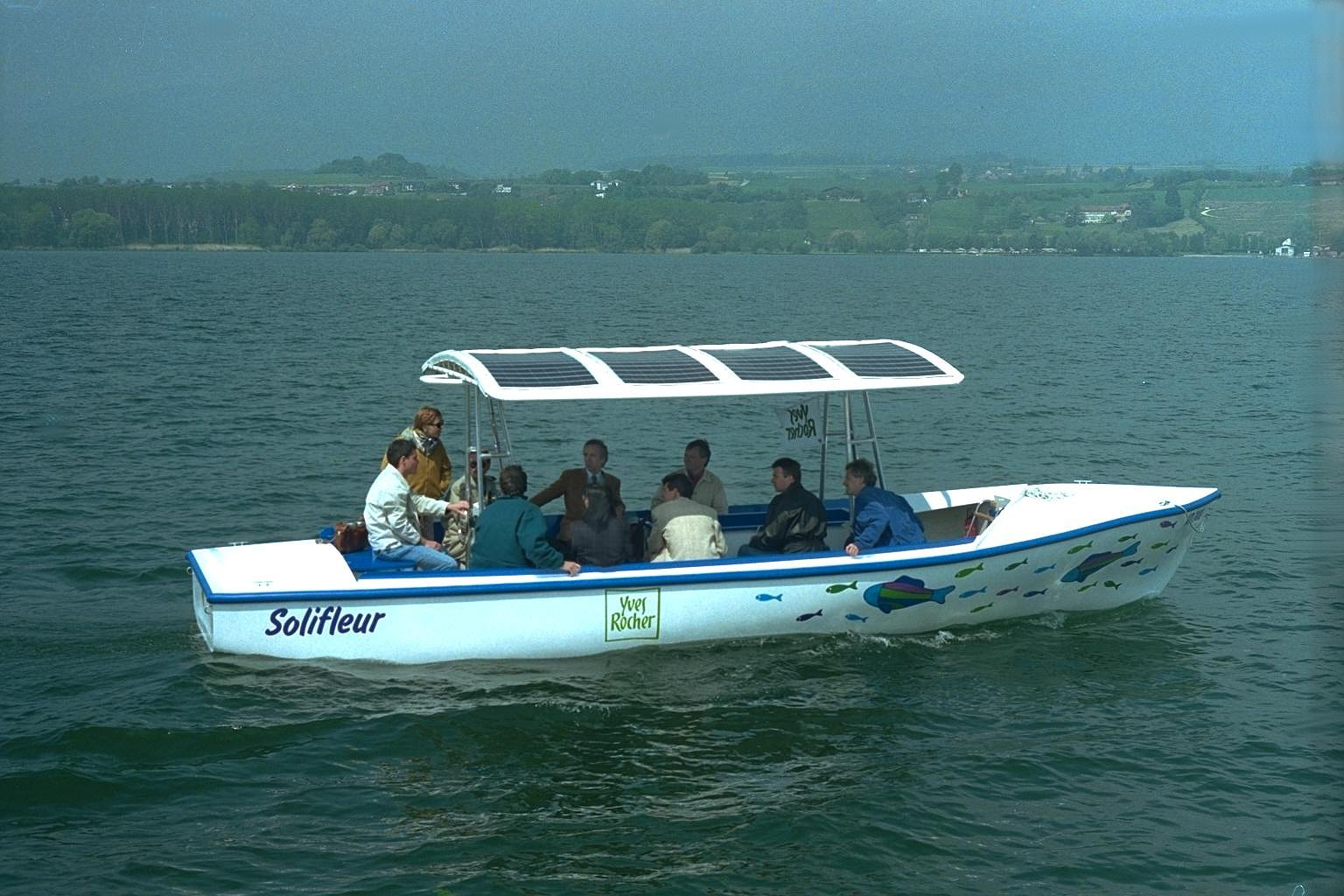
یک قایق مسافری خورشیدی، سوئیس، ۱۹۹۵

درحالی‌که اکثریت چشمگیری از شناورهای آبی از موتورهای دیزلی استفاده می‌کنند، موتورهای بنزینی و بادبان نیز محبوبند، اما قایق‌های برقی بیش از ۱۲۰ سال است که مورد استفاده قرار می‌گیرند. قایق‌های برقی از دهه ۱۸۸۰ تا دهه ۱۹۲۰ زمانی که موتور درون‌سوز چیره شد، بسیار محبوب بودند. از زمان بحران‌های انرژی در دهه ۱۹۷۰، علاقه به این منبع انرژی دریایی بی‌صدا و تجدیدپذیر به‌طور پیوسته در حال افزایش بوده است، به‌ویژه هنگامی که سلول‌های خورشیدی کارآمدتری در دسترس قرار گرفتند، برای نخستین بار ساخت قایق‌های موتوری با برد نامحدود مانند قایق‌های بادبانی ممکن شده است. نخستین قایق خورشیدی کاربردی حدود سال ۱۹۷۵ در انگلستان ساخته شد. نخستین قایق بادبانی برقی که یک تور جهانی مانند گذر از کانال پاناما را با به‌کارگیری فناوری‌های سبز تکمیل کرد، EcoSailingProject است.

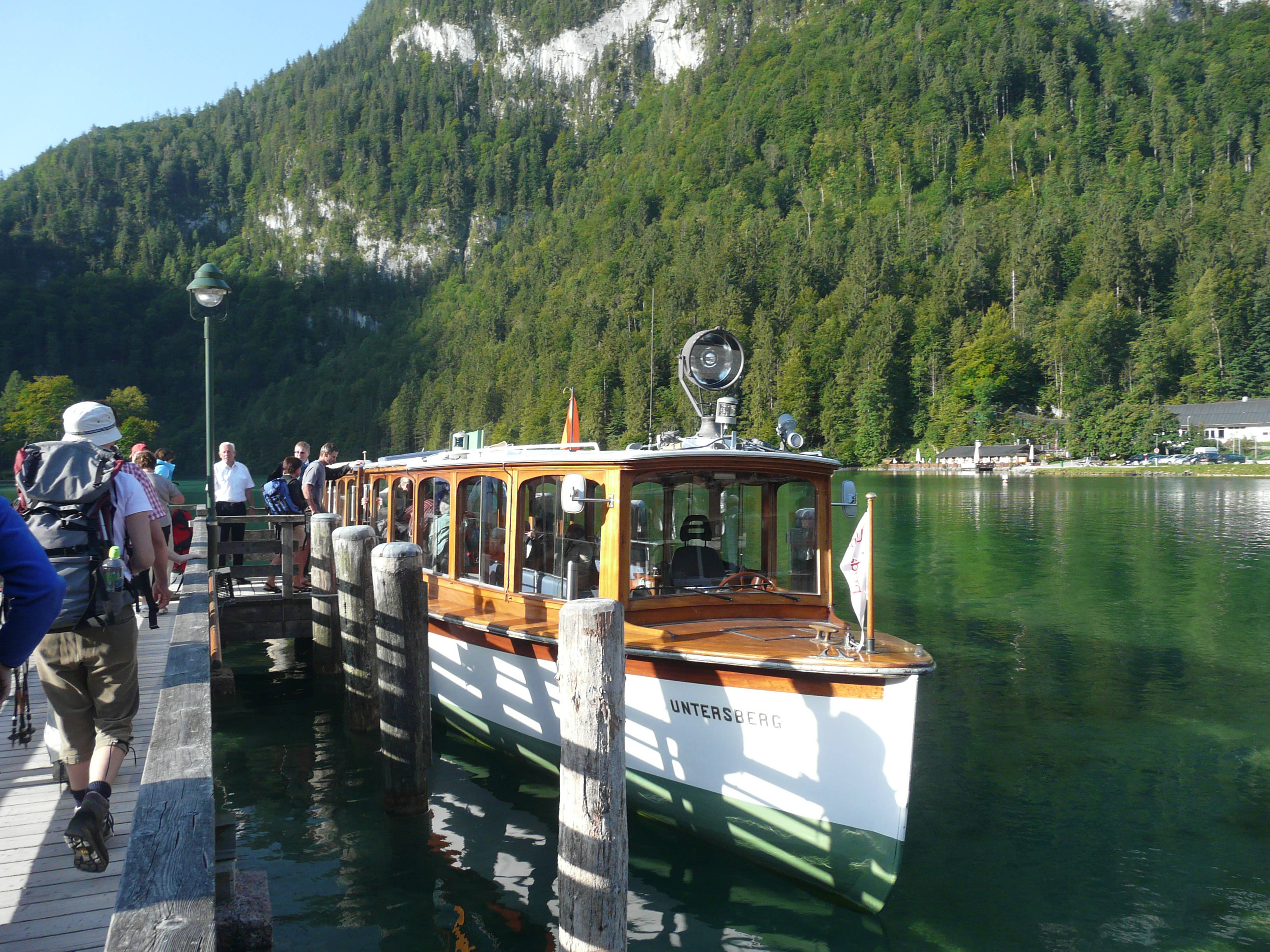
پهلوگیری یک مسافربر برقی در دریاچه کونیگسی در آلمان